# Bułgarska Partia Socjalistyczna
Bułgarska Partia Socjalistyczna (bułg. Българска социалистическа партия, BSP) – lewicowa partia polityczna w Bułgarii, utworzona w 1990 roku i będąca spadkobierczynią Bułgarskiej Partii Komunistycznej. BSP należy do Międzynarodówki Socjalistycznej. Podczas wyborów parlamentarnych w 2001 roku BSP wchodziła w skład Koalicji na rzecz Bułgarii, która zdobyła sobie 48 miejsc w 240-miejscowym parlamencie bułgarskim.
W wyborach do parlamentu bułgarskiego w 2005 roku Koalicja na rzecz Bułgarii zdobyła większość głosów (ponad 31% głosów i 83 miejsca w parlamencie). Aktualnym szefem partii jest Atanas Zafirow.

## Wyniki wyborów
Wybory do Zgromadzenia Narodowego:
- 1990: 47,15% głosów i 211 mandatów;
- 1991: 33,1% głosów i 106 mandatów;
- 1994: 43,50% głosów i 125 mandatów;
- 1997: 22,1% głosów i 58 mandatów;
- 2001: 17,15% głosów i 48 mandatów;
- 2005: 31,0% głosów i 82 mandatów;
- 2009: 17,7% głosów i 40 mandatów;
- 2013: 26,61% głosów i 84 mandatów;
- 2014: 15,40% głosów i 39 mandatów;
- 2017: 27,20% głosów i 80 mandatów.

Wybory do Parlamentu Europejskiego:
- 2007: 21,41% głosów i 5 mandatów;
- 2009: 18,50% głosów i 4 mandaty;
- 2014: 18,93% głosów i 4 mandaty;
- 2019: 24,26% głosów i 5 mandatów.